# Social orden
 Der er for få eller ingen kildehenvisninger i denne artikel, hvilket er et problem. Du kan hjælpe ved at angive troværdige kilder til de påstande, som fremføres i artiklen.

Udtrykket social orden kan bruges i to betydninger: I den første betydning refererer det til et bestemt system af sociale strukturer og institutioner. Eksempler er den antikke, den feudale og den kapitalistiske samfundsorden. I den anden forstand står social orden i kontrast til socialt kaos eller uorden og refererer til en stabil samfundstilstand, hvor den eksisterende sociale struktur accepteres og vedligeholdes af dens medlemmer.
Ordensproblemet eller det hobbesianske problem, som er centralt for meget af sociologi, statskundskab og politisk filosofi, er spørgsmålet om, hvordan og hvorfor det er, at sociale ordener overhovedet eksisterer.
Social orden opretholdes via social kontrol.

## Yderligere læsning
- Hechter, M.; Horne, C. (2003). Theories of Social Order. A Reader. Stanford University Press. ISBN 9780804746113.
- Hobbes, T.  Leviathan or The Matter, Forme and Power of a Common Wealth Ecclesiasticall and Civil.
- Stark, Rodney (2006). Sociology (10th udgave). Cengage Learning. ISBN 978-0495093442.
- Weber, Max (1968). Economy and Society.

| Samfundsvidenskab | Spire Denne artikel om samfundsvidenskab er en spire som bør udbygges. Du er velkommen til at hjælpe Wikipedia ved at udvide den. |